# Gesher Tzar Me'od
Gesher Tzar Me'od (em Portugal, A Ponte Estreita) é um filme israelita de 1985, realizado por Nissim Dayan, centrado numa história de amor entre um militar israelita e uma viúva palestiniana, em Ramala, na Cisjordânia.